# Richard Cabeza
Richard Cabeza es un músico de nacionalidad Sueca, bajista y vocalista de Death Metal, ícono del género principalmente reconocido por su trabajo en la banda Dismember, participando en Like An Everflowing Stream, álbum debut de la banda lanzado por la discográfica Nuclear Blast en 1991. Hasta el presente, Cabeza, ha participado en varios proyectos como General Surgery, Damnation, entre varias más, sin embargo la de más honorable mención es Unanimated, banda cual el mismo fundó conjunto a Peter Stjänvind baterista de Merciless y Johan Bohlin guitarrista de Desultory, ambas agrupaciones de origen Sueco. No se sabe con certeza mucho sobre la vida del músico, sin embargo se sabe que actualmente vive en Texas, Estados Unidos.